# Groupe d'espace (4D)
Les groupes d'espace à quatre dimensions sont utilisés en cristallographie pour décrire la structure des matériaux modulés le long d'une direction de l'espace à trois dimensions (de façon commensurable ou incommensurable).

## Liste des groupes d'espace (3+1)D
Pour des raisons de taille, la liste des groupes d'espace (3+1)D est scindée en quatre pages :
- liste des groupes d'espace (3+1)D (triclinique, monoclinique) ;
- liste des groupes d'espace (3+1)D (orthorhombique) ;
- liste des groupes d'espace (3+1)D (quadratique) ;
- liste des groupes d'espace (3+1)D (trigonal, hexagonal).

Le tableau suivant donne le nombre de groupes d'espace en fonction de la dimension pour chaque système cristallin.
| Système cristallin | Dimension 3 | Dimension (3+1) |
| ------------------ | ----------- | --------------- |
| Triclinique        | 2           | 2               |
| Monoclinique       | 13          | 53              |
| Orthorhombique     | 59          | 424             |
| Quadratique        | 68          | 193             |
| Trigonal           | 25          | 49              |
| Hexagonal          | 27          | 54              |
| Cubique            | 36          | 0               |
| Total              | 230         | 775             |